# Oreovets (Brod)
Oreovets (en macédonien Ореовец) est un village de l'ouest de la Macédoine du Nord, situé dans la municipalité de Makedonski Brod. Le village comptait 155 habitants en 2002. Il est majoritairement turc.

## Démographie
Lors du recensement de 2002, le village comptait :
- Turcs : 128
- Macédoniens : 26
- Autres : 1